# Rolls-Royce 15 H.P.
La 15 H.P. è un'autovettura prodotta dalla Rolls-Royce nel 1905. Costruita a Manchester, è stata presentata al Salone di Parigi del 1904 insieme alla 10 H.P., alla 20 H.P. ed al motore della 30 H.P.. Nonostante il lancio ufficiale la vettura non era pronta. Infatti il motore a tre cilindri non era ancora pronto, ed il telaio era incompleto.
I propulsori a tre cilindri erano comunemente usati sulle vetture di inizio del XX secolo, e fu preso come riferimento anche dalla Rolls Royce. Il motore produceva meno vibrazioni rispetto a quello a 2 cilindri in linea ed era di più semplice realizzazione rispetto al propulsore a 6 cilindri in linea, con il suo lungo e complesso albero a gomiti. Il monoblocco di questo motore era anche utilizzato per la realizzazione del 6 cilindri. Infatti, la Rolls Royce, montava in linea due di questi componenti meccanici per realizzare il propulsore con il doppio dei cilindri. Stessa particolarità tecnica per il 4 cilindri, con base il 2 cilindri. Il motore a tre cilindri non si adattava però a questo tipo di produzione essendo, ognuno di questi cilindri, creati da gettate diverse. Si pensa che questo sia il motivo per cui ne furono prodotti solo sei esemplari. Il motore, con un alesaggio di 102 mm ed una corsa di 127 mm, aveva una cilindrata di 3.089 cm³, con valvole di aspirazione in testa e valvole di scarico laterali. Il sistema di accensione delle candele era ad alta tensione e utilizzava accumulatori precaricati ed una bobina. Poiché il sistema di illuminazione dei fari utilizzava lampade ad olio, gli accumulatori non venivano scaricati dal funzionamento delle luci. La potenza erogata era 15 bhp (11 kW) a 1000 giri al minuto e la velocità massima di 63 km/h. Il cambio era a tre velocità.
La velocità del motore era controllata da un dispositivo che poteva essere estromesso dal pedale dell'acceleratore. Il cambio era a tre marce, connesso al motore tramite un corto albero di trasmissione ed una frizione in pelle a forma di cono.
L'impianto frenante era formato da un dispositivo montato sull'albero di trasmissione, collocato dietro la scatola del cambio ed azionato da un pedale, ed un freno a tamburo al retrotreno, azionato da una leva a mano. Le sospensioni erano a balestra semiellittica su entrambi gli assi, con una molla supplementare trasversale sull'asse posteriore (quest'ultima installata solo su alcuni esemplari). L'autovettura montava ruote rinforzate, di derivazione militare.
La Rolls-Royce non forniva però la carrozzeria. Le auto erano invece vendute solo con il telaio nudo, in modo che il cliente la facesse carrozzare dal proprio carrozziere. La Casa raccomandava la carrozzeria Barker.
Solo un esemplare, registrato SD 661, è giunto fino a noi.